# Heterotardigrada
Heterotardigrada so razred počasnikov, v katerega uvrščamo približno 450 danes znanih opisanih vrst.
Za predstavnike je značilno, da je njihova kutikula odebeljena in strukturirana, okončine imajo tako na glavi ob ustih, na trupu in »nožicah«. Izvodila spolnih žlez in anus sta ločena, Malpighijevih cevk nimajo. Po vseh teh značilnostih se razlikujejo od drugega glavnega razreda počasnikov, Eutardigrada. Običajno so tudi manjši od njih.
Razred nadalje delimo na dva redova, Arthrotardigrada in Echiniscoidea, ta dva pa potem na skupno 11 družin. Prvi so skoraj izključno morski, v redu Echiniscoidea pa so tako morski, kot kopenski in sladkovodni predstavniki. Arthrotardigrada imajo številne značilnosti, za katere velja, da so predniške (pleziomorfije), zato so po mnenju nekaterih avtorjev sestrska skupina vseh drugih počasnikov.